# Sergio Olguín

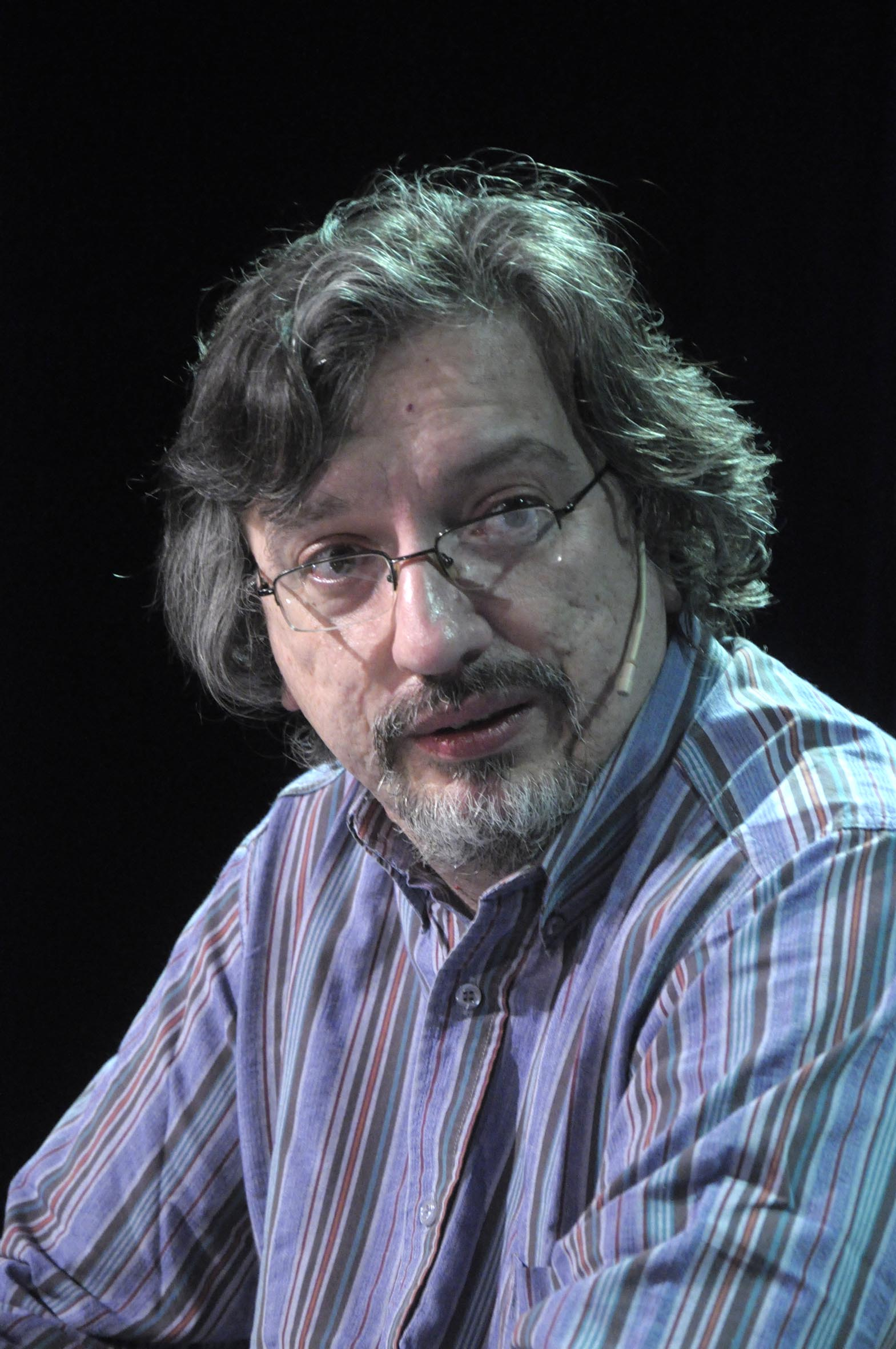
Sergio Olguín (2011)

Sergio Olguín (* 29. Januar 1967 in Buenos Aires) ist ein argentinischer Romanautor. Olguín hat Literatur studiert und lebt als Autor, Herausgeber von Erzählbänden und Redakteur einer Kulturzeitschrift in der argentinischen Hauptstadt Buenos Aires. Drei seiner vier Romane, der Kriminalroman Zurück nach Lanús, der Jugend-Fußballkrimi Die Traummannschaft und Springfield (eine Mischung aus Abenteuerroman und Roadmovie) wurden bisher ins Deutsche übersetzt. Weitere Übersetzungen sind auf Italienisch und Französisch erschienen.

## Werke
Romane:
- Lanús. Roman 2002, deutsch: Zurück nach Lanús (Suhrkamp 2009), wird z. Z. in Argentinien verfilmt
- Filo. Roman 2004
- El equipo de los sueños. Roman 2004, deutsch: Die Traummannschaft (Suhrkamp 2006)
- Vivir en Springfield. Roman 2008
- Oscura monótona de sangre. Roman 2010.

Erzählungen:
- Las griegas. 1999
- Cross a la Mandibula: Cuentos Argentinos de Box (Dorado). 2000, Sammlung von Erzählungen
- Hecha una furia. 2002, deutsch: Und wurde zur Furie, erschienen im Band Zerfurchtes Land. Neue Erzählungen aus Argentinien

Als Herausgeber:
- Peron Vuelve. 2000, Erzählungen
- La Seleccion Argentina (Instituto de Derecho Comercial, U.N.A.). 2000, gemeinsam mit Osvaldo Aguirre
- El libro de los nuevos pecados capitales. 2001, Erzählungen
- Escritos con sangre. 2003, Erzählungen

Drehbücher:
- Der schwarze Engel. 2018